# 南极微菌属
南极微菌属（学名：Antarcticimicrobium）是红杆菌科下的一个属。

## 下属物种
本属包括以下物种：
- Antarcticimicrobium luteum (Kim et al. 2019) Zhang et al. 2020
- 沉积物南极微菌 Antarcticimicrobium sediminis，沉积南极微菌[1]